# Gesetz zur Verkürzung des Restschuldbefreiungsverfahrens und zur Stärkung der Gläubigerrechte
Das Gesetz zur Verkürzung des Restschuldbefreiungsverfahrens und zur Stärkung der Gläubigerrechte (GlRStG) ist ein Bundesgesetz der Bundesrepublik Deutschland. Das Gesetz entstand aus einer Initiative der Bundesregierung und bildet die zweite Stufe der Reform des Insolvenzrechts.

## Inhalt
Das Gesetz sieht für Verfahren, die nach dem 1. Juli 2014 beantragt werden, die Verkürzung des Zeitraums, nach dem eine Restschuldbefreiung möglich sein soll, von bislang sechs Jahren auf fünf Jahre vor, sofern mindestens die Verfahrenskosten beglichen werden. Des Weiteren ist eine Verkürzung auf drei Jahre möglich. Im Zuge dieser Verkürzung ist als Voraussetzung dafür die Mindestbefriedigungsquote der Gläubigerforderungen von 25 Prozent auf 35 Prozent angehoben worden.
Weiterer Inhalt des Gesetzes ist die Öffnung des Insolvenzplanverfahrens für Verbraucherinsolvenzen.

## Historie
Die konkreten Pläne zur zweiten Stufe der Reform hatte das Bundesjustizministerium im Frühjahr 2011 dem Fachpublikum vorgestellt, u. a. durch Bundesjustizministerin Sabine Leutheusser-Schnarrenberger auf dem 8. Deutschen Insolvenzrechtstag am 7. April 2011.
Am 31. Oktober 2012 hat die Bundesregierung dem Bundestag einen Gesetzentwurf zugeleitet (BT-Drs. 17/11268). Der Rechtsausschuss hatte am 15. Mai 2013 Stellung genommen (BT-Drs. 17/13535). Am 16. Mai 2013 hat der Bundestag das Gesetz beschlossen; der Bundesrat hat dem Gesetz am 7. Juni 2013 zugestimmt. Sodann wurde das Gesetz am 18. Juli 2013 im Bundesgesetzblatt verkündet.